# 広島県の市町村歌一覧
広島県の市町村歌一覧（ひろしまけんのしちょうそんかいちらん）は、日本の広島県に属する市町村で制定されている、もしくは過去に制定されていた市町村歌などの自治体歌やそれに準じた楽曲の一覧である。なお、一覧の順序は全国地方公共団体コード順による。

## 概説
広島県は大阪府・大分県と合わせて全国で3府県（通説では「兵庫県民歌」の制定事実を否定している兵庫県を含めた4府県）を数えるのみとなっている都道府県民歌を制定していない府県の1つである。そのため、1995年（平成7年）に豊田郡本郷町（現在の三原市）で開催された第46回全国植樹祭では広島市が選定した「ひろしま平和の歌」が開催地とは無関係に県民歌の代用曲として演奏された。
戦前から市歌を制定していたのは広島市・呉市・尾道市であるが広島市と尾道市は戦後に市歌を代替わりさせており、現存する市歌では呉市のものが最も古い。平成の大合併以降では三原市が3代目（新設合併後としては初代）の市歌を制定したが、庄原市などの備北地域や安芸高田市・江田島市など2000年代に成立した新市では未だ市歌を制定していない自治体が目立っている。
郡部では安芸郡坂町が2010年（平成22年）、山県郡北広島町が2015年（平成27年）に町歌を新しく制定したが、未制定ないし町民音頭のみを制定している自治体の方が多い。

## 広島市
- 広島市歌[2] - 1970年（昭和45年）8月18日制定[3]

作詞：西村福三 作曲：清水脩
3代目の市歌である。
- ひろしま平和の歌[4] - 1947年（昭和22年）8月6日制定

作詞：重園贇雄 作曲・山本秀
毎年8月6日に開催される広島平和記念式典で演奏される。

### 広島市の区歌等
広島市の一部の行政区では区歌に準ずるイメージソングが選定されている。
安佐北区
- あさきたのうた - 2014年（平成26年）11月30日発表

作詞・作曲：沖田孝司

## その他市部
福山市
- 福山市民の歌 - 1956年（昭和31年）7月1日制定

作詞：藤岡栄一 作曲：高田信一
山陽新聞社選定で市に寄贈された。
- 流れによせる歌（芦田川） - 1979年（昭和54年）発表

作詞：やまじせい 作曲：崎谷健次郎 編曲・佐藤亘弘
市民愛唱歌。
呉市
- 呉市歌(1928)[6] - 1928年（昭和3年）12月27日制定

作詞：松本清 作曲：藤井清水
呉日日新聞社が野口雨情・藤沢衛彦を審査委員に迎えて選定し、市に寄贈した。
- 呉市歌(1952) - 1952年（昭和27年）10月1日制定

作詞：重園贇雄 作曲：宮原禎次
市制50周年記念。例規集には掲載されておらず、1980年代以降は演奏実態が消失している。
東広島市
- 東広島市の市歌[7] - 1975年（昭和50年）1月18日制定

作詞：檀上正孝 作曲：関野幾生
尾道市
- 尾道市民の歌 - 1958年（昭和33年）制定[8]

作詞：武村好郎 作曲：高木東六
2代目の市歌である。
廿日市市
- 緑が空を包む日[9] - 1988年（昭和63年）4月1日制定[10]

作詞：阿部芳弘 補作・伊藤アキラ 作曲：森田公一
三原市
- 未来へ かがやく三原[11] - 2006年（平成18年）4月1日制定

作詞：三原市市歌制定委員会 補作・岩崎文人 作曲：堀内俊男
3代目（新設合併後の三原市としては初代）の市歌である。
三次市
- （不明）

府中市
- 夢の来た道 - 1994年（平成6年）5月17日制定[12]

作詞：岡田冨美子 作曲：小椋桂
市制40周年記念。
庄原市
- 庄原市歌[13] - 1984年（昭和59年）8月25日制定

新設合併前の（旧）庄原市が制定していた市歌である。庄原市・比婆郡5町・総領町合併協議会では合併後の市歌の扱いについて「新市において制定する」と取り決められたため失効・廃止となったが、後継の市歌制定は実現していない。
安芸高田市
- （未制定）

竹原市
- 竹原市歌 - 1968年（昭和43年）11月1日制定

作詞：奈須要 作曲：藪博之
市制10周年および市民館落成を記念して制定。
大竹市
- いざいざ共に - 2000年（平成12年）1月5日制定[16]

作詞：石本美由起 作曲：四方章人
江田島市
- （未制定）

## 町部
安芸郡府中町
- （未制定）

正式な町歌とはされていないが「府中元気フォーク村」が制作し、町公民館に寄贈した「みんなの府中町」（作詞：保本真、作曲：保本文子・真由）がある。
安芸郡海田町
- （未制定）[18]

安芸郡熊野町
- （未制定）

安芸郡坂町
- 坂町歌[19] - 2010年（平成22年）8月1日制定

作詞・作曲：広島県郷土民謡・踊協会
山県郡北広島町
- きたひろしまの歌[20] - 2015年（平成27年）2月1日制定

作詞：近藤たいわ 作曲：高橋一之
山県郡安芸太田町
- （未制定）

豊田郡大崎上島町
- 絆の海 大崎上島[21]

作詞：山縣明久 作曲：木下純
世羅郡世羅町
- せらまち音頭[22] - 2007年（平成19年）発表

作詞：上中款山 補作・島田陽子 作曲：池田八声 編曲・山田恵範
神石郡神石高原町
- （未制定）

## 廃止された市町村歌
広島市
- 広島市歌（初代） - 1912年（明治45年）制定

作詞：矢田部藤吉 作曲：納所弁次郎
東書文庫所蔵の楽譜が重要文化財に指定されている。
- 広島市歌（2代目） - 1929年（昭和4年）4月21日制定[23]

作詞：畑耕一 作曲：永井建子
広島市が主催した昭和産業博覧会を記念して中国新聞社が選定し、市に寄贈した。詞・曲とも著作権の保護期間を満了（パブリックドメイン）。
尾道市
- 尾道市歌 - 1937年（昭和12年）4月制定

作詞：二宮苔石 作曲：鈴木哲夫 編曲・大久保徳二郎
初代の市歌である。
三原市
- 三原市々歌

作詞：難波春水 作曲：中村忠
初代の市歌である。
- 新三原市歌 - 1981年（昭和56年）11月1日制定[24]

2代目の市歌である。
松永市
- 松永市歌

作詞：葛原しげる
因島市
- 因島市のうた - 1954年（昭和29年）制定[25]

作詞：牧由起子 補作：竹中郁 作曲：樋口昌道
市制1周年記念。
豊田郡本郷町
- 本郷町町歌 - 1976年（昭和51年）11月制定[24]

沼隈郡松永町
- 松永町民歌

作詞：葛原しげる 作曲：岡田忠彦